# Hemerobius obscurus
Hemerobius obscurus là một loài côn trùng trong họ Hemerobiidae thuộc bộ Neuroptera. Loài này được Zetterstedt miêu tả năm 1840.